# Hermas lanata
Hermas lanata är en växtart i släktet Hermas och familjen flockblommiga växter.
Arten är en perenn ört som förekommer i Sydafrika. Den beskrevs först som Scabiosa lanata av John Hill 1763, och fick sitt nu gällande namn av Anthony R. Magee 2015.